# Kayden Kross
Kayden Kross (Sacramento, 15 september 1985) is een Amerikaanse pornoactrice en lobbyiste voor de seksbranche.

## Biografie en carrière
Kross werd geboren en groeide op in Sacramento, de hoofdstad van de Amerikaanse staat Californië. Op haar achttiende begon Kross in Rancho Cordova te strippen als bijverdienste. Later werd ze gecontacteerd door een agent en begon ze modellenwerk te doen voor mannenbladen. Kayden Kross was een laatstejaarsstudent aan de California State University - Sacramento toen ze een exclusiviteitscontract ondertekende met Vivid Video in 2006. Het jaar daarna maakte Kross zich ontevreden los van het bedrijf en ging ze solo verder. Daarna tekende ze opnieuw een contract, ditmaal met het bedrijf Adam & Eve. Kross is in verschillende reality-televisieprogramma's verschenen. In september 2008 was Kross Pet of the Month van het tijdschrift Penthouse. Sinds september 2008 heeft Kross haar eigen website en blog. Daarnaast schrijft ze ook regelmatig voor een roddelblog van de seksindustrie, alsook enkele andere blogs en columns.
In 2010 ondertekende Kross een exclusiviteitscontract met Digital Playground. Haar eerste film met dat bedrijf, The Smiths, werd een groot verkoopsucces en blijft een bestseller. Tijdens haar derde maand bij DP kreeg Kross de hoofdrol in een langspeelfilm, Body Heat. Kross won verschillende prijzen voor haar vertolking. Kayden Kross was bovendien een van de presentatoren voor de AVN Awardshow van 2010, samen met pornoactrice Kirsten Price en komiek Dave Attell. Datzelfde jaar won Kross verschillende prijzen in de branche.
In 2011 noemde CNBC haar als een van de twaalf meest populaire pornosterren.
Ze maakte haar debuut in het mainstreamcircuit in 2013 met een rol in Blue Dream. Kross heeft ook al een kortverhaal gepubliceerd en schrijft nu aan een autobiografie.

### Reguliere films
- Nekrogoblikon: No One Survives (2012); videoclip
- Don Jon (2013) - als Pornoactrice (onvermeld)
- Blue Dream (2013) - als Tara
- Jurassic: Stoned Age (2013) - als Sally
- Aroused (2013); erotische documentaire - als zichzelf
- The Hungover Games (2014) - als Chastity
- Samurai Cop 2: Deadly Vengeance (2015) - als Jennifer/Milena
- Body Electric (2015) - als Dixie
- X-Rated: The Greatest Adult Movies of All Time! (2015); erotische documentaire - als zichzelf
- By Any Means Necessary (2015); documentaire - als zichzelf
- X-Rated 2: The Greatest Adult Movies of All Time! (2016); erotische documentaire - als zichzelf
- Highway to Havasu (2017) - als Kayden
- After School Special (2017) - als Mrs. Hanks
- Stadium Anthems (2018) - als Patty O'Toole
- After Porn Ends 3 (2018); erotische documentaire - als zichzelf
- Verotika (2019) - als Morella (segment "Morella")
- Enter the Samurai (2020); documentaire - als zichzelf
- Fluorescent Beast (2023) - als "Droommeisje"

## Prijzen
- 2007 Adultcon Top 20 Adult Actresses
- 2009 Hot d'Or – Best American Starlet
- 2010 Venus Awards – Best Actress International
- 2010 Erotixxx Awar – Best U.S. Actress
- 2010 Nightmoves Awards – Best Female Performer: Fan's Choice
- 2011 AVN Award – Best All-Girl Group Sex Scene – voor haar rol in Body Heat
- 2011 AVN Award (The Fan Awards) – Wildest Sex Scene – voor haar rol in Body Heat
- 2011 XBIZ Award – Acting Performance of the Year, Female – voor haar rol in Body Heat
- 2013 XBIZ Award - Best Scene (All-Girl) - voor haar rol in Mothers & Daughters

## Publicaties
- Becky Moore - Pornopreneurs, (2014), Pussycat Publishing (introductie, samen met Aurora Snow en Caressa Savage).
- Asa Akira (red.) - Asarotica, (2017), Cleis Press (bijdrage).